# Александровка (Теньгушевский район)
 Александровка  — деревня в составе Такушевского сельского поселения Теньгушевского района Республики Мордовия.

## География
Находится на расстоянии примерно 8 километров по прямой на юго-восток от районного центра села Теньгушево.

## История
Основана во второй половине XIX века.

## Население
Постоянное население составляло 26 человек (русские 96%) в 2002 году, 20 в 2010 году .